# Возмездие (фильм, 2013)
«Возмездие» (англ. The Railway Man — «Железнодорожник») — драма режиссёра Джонатана Теплицки, экранизация одноимённой автобиографической книги-бестселлера Эрика Ломакса, в главных ролях Колин Фёрт и Николь Кидман. Мировая премьера состоялась 6 сентября 2013 года на кинофестивале в Торонто. В России фильм вышел в прокат 1 мая 2014.
Автор романа и главный персонаж фильма Эрик Ломакс скончался 8 октября 2012 года, не дожив меньше года до выхода фильма на экран. Картина посвящена его памяти.

## Сюжет
Во время Второй мировой войны Эрик Ломакс - британский офицер, который попадает в плен к японцам в Сингапуре и отправляется в японский лагерь для военнопленных, где его заставляют работать на Тайско-Бирманской железной дороге к северу от Малайского полуострова. Во время пребывания в лагере в качестве одного из военнопленных Дальнего Востока Ломакс подвергается пыткам со стороны Кэмпэйтай (военной тайной полиции) за то, что он собрал радиоприемник из запасных частей. Изображенные пытки включают избиения, лишение пищи и запирание водой. Очевидно, он попал под подозрение в шпионаже за то, что предположительно использовал британский приемник новостного вещания в качестве передатчика военной разведки. На самом деле, однако, его единственным намерением было использовать устройство для поднятия морального духа для себя и своих товарищей по заключению-рабов. Ломакс и его выжившие товарищи наконец-то спасены британской армией.
Тридцать лет спустя Ломакс все еще страдает от психологической травмы, полученной во время войны, хотя его всячески поддерживает его жена Патриция, с которой он познакомился во время одной из своих многочисленных поездок на поезде, настоящая энтузиастка железных дорог. Его лучший друг и коллега - бывший военнопленный Финли приносит ему доказательства того, что один из их похитителей, переводчик японской тайной полиции Такаси Нагасэ, сейчас работает туристическим гидом в том самом лагере, где он переводил для кемпетаев, когда они пытали британских военнопленных. Прежде чем Ломакс успевает отреагировать на эту информацию, Финли, не в силах справиться со своими воспоминаниями о пережитом, совершает самоубийство, повесившись на мосту. Ломакс в одиночку отправляется в Таиланд и возвращается на место своих пыток, чтобы встретиться лицом к лицу Нагасэ “в попытке избавиться от горечи и ненависти, накопившихся за всю жизнь”. Когда он, наконец, сталкивается лицом к лицу со своим бывшим похитителем, Ломакс сначала допрашивает его точно так же, как Нагасэ и его люди допрашивали его много лет назад.
Ситуация накаляется до такой степени, что Ломакс готовится разбить Нагасэ руку, используя дубинку и зажим, разработанные японцами для этой цели и теперь используемые в качестве военных экспонатов. Из чувства вины Нагасэ не сопротивляется, но Ломакс в последний момент перенаправляет удар. Ломакс угрожает перерезать Нагасе горло и в конце концов запихивает его в бамбуковую клетку, подобную той, в которую Ломакс и многие другие военнопленные были помещены в качестве наказания. Нагасэ вскоре раскрывает, что японцам (включая его самого) промыли мозги, заставив думать, что война будет для них победоносной, и что он никогда не знал о больших потерях, понесенных императорской армией Японии. Ломакс наконец освобождает Нагасэ, выбрасывает свой нож в близлежащую реку и возвращается в Британию.
Получив проникновенное письмо от Нагасэ, в котором он признается в своем чувстве вины, Ломакс возвращается с Патрицией в Таиланд. Он снова встречает Нагасэ, и в эмоциональной сцене они принимают извинения друг друга и обнимаются. В эпилоге рассказывается, что Нагасэ и Эрик оставались друзьями до смерти Нагасэ в 2011 году и Эрика годом позже.

## В ролях
- Колин Фёрт — Эрик Ломакс[1]
- Николь Кидман — Патриция «Пэтти» Ломакс[2]
- Джереми Ирвин — юный Эрик Ломакс[3]
- Стеллан Скарсгард — Финли[4]
- Хироюки Санада — Нагасэ[4]

## Создание
Рэйчел Вайс рассматривалась на роль Пэтти Ломакс.
Съёмки фильма начались в апреле 2012 года и проходили в Эдинбурге, Норт-Берике, Перт-энд-Кинроссе, Лондоне, Таиланде и Квинсленде.